# Jazep Mamońka
Jazep Alaksiejewicz Mamońka (biał. Язэп Аляксеевіч Мамонька, ros. Иосиф Алексеевич Мамонько, Iosif Aleksiejewicz Mamońko; ur. 28 stycznia 1889 w Zalesiu w powiecie słuckim, zm. 10 września 1937 w Karelskiej ASRR) – białoruski lewicowy działacz polityczny i wojskowy, współzałożyciel Centralnej Białoruskiej Rady Wojskowej, delegat na I Zjazd Wszechbiałoruski, od maja 1918 roku związany z Partią Socjalistów-Rewolucjonistów; polityk Białoruskiej Republiki Ludowej (BRL); współodpowiedzialny za rozłam w Radzie BRL, następnie członek Prezydium Ludowej Rady BRL związanej z rządem Wacłaua Łastouskiego, konkurencyjnym wobec Łuckiewicza; wielokrotnie aresztowany i skazywany przez władze carskie, polskie i radzieckie, prawie 10 lat spędził w gułagu; rozstrzelany przez NKWD w okresie wielkiego terroru.

## Życiorys
Urodził się 28 stycznia 1889 roku we wsi Zalesie, w powiecie słuckim guberni mińskiej Imperium Rosyjskiego (obecnie w sielsowiecie hacukowskim rejonu słuckiego Białorusi). Z zawodu był elektrykiem-technikiem. Według jednego ze źródeł już w czasie rewolucji 1905 roku wyznawał poglądy zbliżone do białoruskiego ruchu narodowego, a nawet jakoby utworzył oddział z uczniów seminarium nauczycielskiego w Mołodecznie i ruszył z nimi na Mińsk, lecz został aresztowany przez władze carskie i zesłany na Syberię. Zdaniem historyka Olega Łatyszonka jest to jedynie legenda stworzona w późniejszym okresie przez białoruskich działaczy wojskowych. W latach 1907–1917 był członkiem rosyjskiej Partii Socjalistów-Rewolucjonistów. Za występowanie przeciwko władzy rosyjskiego cara władze dwukrotnie go aresztowały, w więzieniu spędził łącznie 2 lata i 10 miesięcy. W czasie I wojny światowej został zmobilizowany do armii rosyjskiej, służył w stopniu młodszego unteroficera 24 samodzielnej kompanii telegraficznej 12 Armii na Froncie Północnym. W 1917 roku miał już ukształtowane poglądy polityczne dotyczące przyszłości Białorusi – popierał jej niezależność od Rosji. Po rewolucji lutowej, w wyniku której rozluźniła się dyscyplina w armii i zaczęły tworzyć się komitety żołnierskie, 8 maja 1917 roku Jazep Mamońka utworzył w Rydze pierwsze białoruskie koło wojskowe. Wkrótce wraz z J. Makarewiczem i Józefem Dodonem zajął się organizacją w 12 armii kolejnych białoruskich kół.

### Działalność w Centralnej Białoruskiej Radzie Wojskowej
W dniach 18–24 października 1917 roku brał udział w Zjeździe Białorusinów wojskowych Frontu Zachodniego, który m.in. uznał tworzenie białoruskiego wojska za „skrajnie konieczną i nie cierpiącą zwłoki potrzebę”. 24 października Zjazd powołał Centralną Białoruską Radę Wojskową (CBRW), będącą autonomiczną częścią tworzącej się w tym samym czasie Wielkiej Rady Białoruskiej (WRB). Tego samego dnia nowo utworzona organizacja, w niepełnym jeszcze składzie, wybrała Jazepa Mamońkę na stanowisko wiceprzewodniczącego Tymczasowego Komitetu Wykonawczego CBRW. W ten sposób został on także członkiem liczącego 24 osoby Tymczasowego Komitetu Wykonawczego WRB. W czasie drugiej sesji plenarnej CBRW 4–5 grudnia 1917 roku na stanowisku wiceprzewodniczącego zastąpił go Tamasz Hryb, wojskowy będący przed mobilizacją studentem.
Był jednym z organizatorów i uczestnikiem I Zjazdu Wszechbiałoruskiego w dniach 18–30 grudnia (5–17 grudnia st. st.) 1917 roku. Reprezentował na nim 12 armię. W jego trakcie opowiadał się za przejęciem władzy na Białorusi przez Zjazd:

W imieniu 12 Armii mówię – możemy ogłosić przejęcie władzy w kraju. Jeśli w Piotrogrodzie bolszewicy bez zjazdu ogłosili przejęcie władzy, to czemu my nie możemy ogłosić przejęcia władzy na zjeździe?

26 grudnia (13 grudnia st. st.) został wybrany do Rady Zjazdu Wszechbiałoruskiego jako przedstawiciel Komitetu Wykonawczego CBRW i Komitetu Wykonawczego WRB. 31 grudnia (18 grudnia st. st.), dzień po rozpędzeniu Zjazdu przez bolszewików z OKWZOiF, został na krótko aresztowany. Następnie kontynuował działalność w CBRW, pełniąc w niej funkcję kierownika wydziału politycznego, a także pozostał członkiem Rady Zjazdu Wszechbiałoruskiego, która nadal pracowała, mimo rozpędzenia Zjazdu. 30 stycznia (n. st.) 1918 roku bolszewicy podjęli decyzję o rozwiązaniu CBRW i aresztowaniu jego liderów, w tym Jazepa Mamońki, pod zarzutem współpracy z I Korpusem Polskim (bezpodstawnym). Mamońka został aresztowany 1 lutego 1918 roku, w ślad za pozostałymi członkami kierownictwa CBRW: Kanstancinem Jezawitauem, Wasilem Zacharką, Niemkiewiczem i dwoma innymi. Aresztowani zostali osadzeni w wartowni w Mińsku. Wiadomość o aresztowaniu wywołała falę protestów wśród białoruskich organizacji cywilnych i wojskowych, a w Witebsku doszło do zbrojnego starcia białoruskich oddziałów z bolszewikami.
18 lutego 1918 roku wojska Cesarstwa Niemieckiego i Austro-Węgier podjęły ofensywę na wschód przeciwko bolszewikom. Bolszewicy postanowili nie bronić Mińska i zarządzili ewakuację. W wyniku panującego w mieście chaosu, 19 lutego około południa Jazep Mamońka wraz z towarzyszami zdołał zbiec z wartowni. Tego samego dnia uczestniczył w zebraniu CBRW w domu Antona Lawickiego, na którym zapadła decyzja o przeprowadzeniu akcji rozbrajania bolszewików i przejęcia kontroli nad Mińskiem. W jej wyniku białoruskie formacje wojskowe przejęły władzę nad częścią miasta (pozostałą część zajęli Polacy) do czasu wkroczenia wojsk niemieckich 21 marca 1918 roku.

### Działalność po ogłoszeniu niepodległości Białoruskiej Republiki Ludowej
Po zajęciu większości terytorium Białorusi przez Niemców, Jazep Mamońka kontynuował działalność w białoruskim ruchu narodowym. Po ogłoszeniu niepodległości przez BRL działał w jej strukturach. W maju 1918 roku, w wyniku rozłamu w Białoruskiej Socjalistycznej Gromadzie, wszedł w skład kierownictwa Białoruskiej Partii Socjalistów-Rewolucjonistów (BPSR). Pozostawał jej członkiem do 1924 roku. W grudniu 1918 roku, niedługo przez nadejściem bolszewików, opuścił Mińsk, jednak po jego zajęciu przez Wojsko Polskie w sierpniu 1919 roku powrócił do miasta w celu kontynuowania dotychczasowej działalności politycznej. 19 września 1919 roku, jako członek delegacji Konwentu Seniorów Rady BRL, brał udział w spotkaniu z polskim Naczelnikiem Państwa Józefem Piłsudskim w Domu Szlacheckim w Mińsku. W czasie spotkania delegacja zwróciła się do Piłsudskiego o uznanie niepodległości i integralności BRL, umożliwienie odnowienia pracy jej organów, stopniowe przekazywanie władzy w ręce Rady, udzielenie pożyczki, formowanie białoruskiego wojska u boku polskiego i wspólną walkę z bolszewikami. Delegacja nie uzyskała jednak ze strony polskiego przywódcy żadnych zobowiązań.
W październiku 1919 roku podejmował wysiłki w kierunku konsolidacji białoruskiego ruchu narodowego. Podpisał wspólny list premiera Antona Łuckiewicza i Pałuty Badunowej wzywający członków rządu BRL do powrotu z Kowna i Berlina do Mińska. Z czasem jego stosunek do Polski i propolskich polityków białoruskich stawał się coraz bardziej negatywny. W listopadzie 1918 roku w Smoleńsku wraz z Badunową podpisał w imieniu BPSR umowę z bolszewikami. Miała ona zapewnić jego ugrupowaniu udział we władzy na Białorusi po pokonaniu Polaków.

### Działalność w Ludowej Radzie BRL po rozłamie

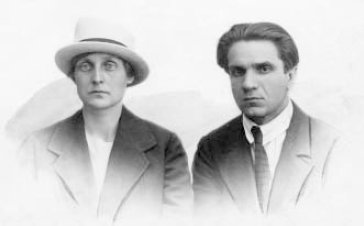
Pałuta Badunowa i Jazep Mamońka, 1921

13 grudnia 1919 roku wziął udział w posiedzeniu Rady BRL w Mińsku, w czasie którego wystąpił przeciwko polityce premiera Łuckiewicza zmierzającej do porozumienia z Polską. Następnego dnia, wobec panującego na sali bałaganu, posiedzenie Rady BRL zostało zerwane, a jej członkowie opuścili budynek. Wówczas Jazep Mamońka wraz z siedmioma innymi członkami BPSR, trzema członkami Białoruskiej Partii Socjalistów-Federalistów i pewną liczbą osób roszczących sobie prawo do bycia delegatami Rady BRL dokonał przewrotu przeciwko Radzie i premierowi Łuckiewiczowi. Grupa ta pozostała na sali obrad i powołała konkurencyjną wobec dotychczasowej Rady BRL Ludową Radę BRL. Jazep Mamońka wszedł w skład jej prezydium.
Pod koniec 1919 roku wraz Badunową, Hrybem, Trachimauem i innymi działaczami BPSR założył Białoruski Komitet Powstańczy (BKP), składający się z przedstawicieli białoruskich organizacji lewicowych. Zadaniem Komitetu było zorganizowanie na Białorusi antypolskiego powstania. Spisek został jednak odkryty przez polski wywiad, a członkowie BKP, w tym Jazep Mamońka, zostali aresztowani. Po uwolnieniu przedostał się do Kowna (według innego źródła został tam wysłany przez polskie władze), gdzie wznowił działalność w Ludowej Radzie BRL jako sekretarz prezydium. W lutym 1921 roku wraz z Badunową i Hrybem utworzył w Kownie Biuro Komitetu Centralnego BPSR, którego deklarowanym celem było zjednoczenie poróżnionych białoruskich sił narodowych. Na początku 1921 roku na polecenie Wacłaua Łastouskiego, Alaksandra Cwikiewicza i A. Haławinskiego przyjechał do Mińska w celu koordynacji podziemnej „walki rewolucyjnej” przeciwko polskiej władzy na ziemiach północno-wschodnich II Rzeczypospolitej. W marcu 1921 roku został aresztowany w Mińsku przez władze radzieckie i przewieziony do Moskwy. W kwietniu 1921 zesłano go do Kazania, skąd zdołał uciec do Kowna. We wrześniu 1921 roku brał udział w Pierwszej Wszechbiałoruskiej Konferencji Politycznej w Pradze, w czasie której ostro skrytykował radzieckie władze Białorusi. Pod koniec 1922 roku zamieszkał w Czechosłowacji. W październiku 1923 roku razem z Badunową protestował przeciwko utworzeniu w Kownie rządu BRL na czele z Cwikiewiczem i uznał go za nielegalny. W 1925 roku ukończył trzy lata Instytutu Komercyjnego w Pradze. W tym samym roku, w czasie II Konferencji Wszechbiałoruskiej w Berlinie opowiedział się przeciwko rozwiązaniu rządu BRL i w proteście opuścił konferencję. Przeprowadził się do Kowna, a następnie do Wilna. W 1928 roku mieszkał i pracował w Rydze. W ślad za innymi działaczami białoruskiego ruchu narodowego, podjął decyzję o powrocie do Białoruskiej SRR. Otrzymał radziecką wizę w celu legalnego wjazdu na terytorium ZSRR. Mimo to natychmiast po przekroczeniu granicy białorusko-łotewskiej 11 września 1928 roku na stacji kolejowej Bigosowo został aresztowany przez GPU Białoruskiej SRR i ponownie odwieziony do Moskwy.
3 stycznia 1929 OGPU ZSRR skazała go na 10 lat łagrów. Według listy zrehabilitowanych odbywał karę na budowie Kanału Białomorsko-Bałtyckiego w Karelskiej ASRR, w Rosyjskiej FSRR, został skazany na rozstrzelanie przez trójkę NKWD 2 września 1937 na mocy art. 58 ust. 6 (szpiegostwo) kodeksu karnego; wyrok wykonano 10 września 1937, miejscem pogrzebu jest stacja kolejowa Miedwieżja Gora (Sandarmoch), w Karelskiej ASRR, w Rosyjskiej FSRR. Wraz z nadejściem pieriestrojki został zrehabilitowany 12 kwietnia 1989 przez Prokuratora Karelskiej ASRR. Dokładne miejsce jego pochówku do dziś pozostaje nieznane, ponieważ jest jednym z ponad 9,5 tysiąca rozstrzelanych i pogrzebanych w masowych grobach w Sandarmoch. Istnieją też źródła podające inną wersję, jakoby wyrok zapadł i został wykonany na terenie Komijskiej ASRR, zrehabilitowała go prokuratura Komijskiej ASRR, a 25 marca 1993 roku – Prokuratura Generalna Federacji Rosyjskiej.

## Jazep Mamońka w kulturze
Nazwisko Jazepa Mamońki pojawiło się w dramacie Janki Kupały z 1922 roku pt. Tutejsi. Jeden z występujących w nim bohaterów, Mikita Znosak, demonstrując znajomość białoruskiej literatury, „cytuje” ironiczny wierszyk:
Biełaruś, maja staronka,
Kutok ciemnaty.
Żywie Szyła, Hryb, Mamońka, –
Budziesz żyć i ty…